# Danh sách đĩa nhạc của KAT-TUN
Dưới đây là danh sách đĩa nhạc của KAT-TUN.

## Album
1.        Best of KAT-TUN
- Phát hành: 22/3/2006
- Oricon Top 200 Weekly Peak: #1   --     556.548
- United World Chart; Singles: #1    --    750.209

2.        cartoon KAT-TUN Ⅱ You
- Phát hành: 18/4/2007
- Oricon Top 200 Weekly Peak: #1    --    270.976
- United World Chart; Singles: #3    --    352.724

3.        KAT-TUN Ⅲ -QUEEN OF PIRATES
- Phát hành: 4/6/2008
- Oricon Top 200 Weekly Peak: #1   --     240.317
- United World Chart; Singles: #3   --     260.146

4.       REAK THE RECORDS - for you & by you 
- Oricon Top 200 Weekly Peak:
- United World Chart; Singles:

## DVD/VHS
1.        Okyakusama wa kamisama – Concert 55man nin Ai no request ni Kotaete!!
- Phát hành: 26/2/2003        172.926

2.        KAT-TUN Live Kaizokuban
- Phát hành: 3/5/2005        400.758

3.        Real Face Film
- Phát hành: 22/3/2006        475.507

4.        Live of KAT-TUN "Real Face"
- Phát hành: 11/4/2007        240.627

5.        Tour 2007 Cartoon KAT-TUN II You
- Phát hành: 21/11/2007        221.709

6.        KAT-TUN Ⅲ -QUEEN OF PIRATES
- Phát hành: 01/01/2009

7. Break the records concert

## Đĩa đơn
1.        Real Face
- Chính thức ra mắt
- Phát hành: 22/3/2006
- Oricon Top 200 Weekly Peak: #1  --  753.324
- United World Chart; Singles: #1 với hơn 1 triệu bản

2.        Signal
- Phát hành: 19/7/2006
- Oricon Top 200 Weekly Peak: #1  --  450.752
- United World Chart; Singles: #5 -- 566.233
- Bài hát được dùng cho quảng cáo DoCoMo Foma 902

3.        Bokura no Machi de (僕らの街で)
- Phát hành: 7/12/2006
- Oricon 200 Weekly Peak: #1  -- 410.103
- United World Chart; Singles: #13–558.491
- Nhạc nền bộ phim Tatta Hitotsu no Koi

4.          Yorokobi no Uta (喜びの歌)
- Phát hành: 6/6/2007
- Oricon Top 200 Weekly Peak: #1
- United World Chart; Singles: #18–300.396
- Nhạc nền bộ phim Tokkyu Tanaka 3   --    371.628

5.         Keep the faith
- Phát hành: 21/11/2007
- Oricon Top 200 Weekly Peak: #1  --   350.863
- United World Chart; Singles: #6--459.919
- Nhạc nền bộ phim Yukan Club

6.          LIPS
- Phát hành: 6/2/2008
- Oricon Top 200 Weekly Peak: #1   --   351.294
- United World Chart; Singles: #9
- Nhạc nền bộ phim One Pound Gospel—421.902

7.          DON'T U EVER STOP
- Phát hành: 14/5/2008
- Oricon Top 200 Weekly Peak: #1    --    381.672
- United World Chart; Singles: #10–436.720

8.          WHITE X'MAS
- Phát hành: 03/12/2008
- Oricon Top 200 Weekly Peak: #1   --   250.630
- United World Chart; Singles: # 24

(Chỉ trong 1 tuần phát hành)
9.          One Drop
- Phát hành: 11/02/2008
- Oricon Top 200 Weekly Peak: #1   --   281.359
- United World Chart; Singles: #

10.        Rescue
- Phát hành: 11/3/2009
- Oricon Top 200 Weekly Peak: #1  --  322.597
- United World Chart; Singles:

11.        Love yourself
- Phát hành: /2010
- Oricon
- United World Chart; Singles:

12.        Going!
- Phát hành: 10/05/2010
- Oricon
- United World Chart; Singles: